# Federigo Enriques
Federigo Enriques (Livorno, 5 de enero de 1871-Roma, 14 de junio de 1946) fue un  matemático italiano, conocido principalmente como el primero en dar una clasificación de las superficies algebraicas en  geometría algebraica.

## Biografía
Nació en Livorno y se crio en Pisa, en una familia judío sefardí de origen portugués y se convirtió en estudiante del matemático Guido Castelnuovo y miembro importante de la escuela italiana de la geometría algebraica. 
Tuvo puestos en la Universidad de Bolonia y la Universidad de Roma La Sapienza. Pero perdió su posición en 1938, cuando el gobierno fascista promulgó las leyes raciales, que prohibían en particular a judíos ocupar cátedras en las universidades. Tras la caída del régimen fascista recuperó su cátedra en 1944.
La clasificación Enriques, del complejo en la superficie algebraicas hasta equivalencia birracional, era en cinco clases principales hasta que Kunihiko Kodaira lo reconsideró en la década de 1950.

## Trabajos
- F. Enriques  Lezioni di geometria descrittiva. Bolonia, 1920.

- F. Enriques  Lezioni di geometria proiettiva. [ed. italiana http://name.umdl.umich.edu/ACV3026.0001.001 1898] y [ed. alemana http://name.umdl.umich.edu/ACV3262.0001.001 1903].

- F. Enriques  Lezioni sulla teoria geometrica delle ecuaciones e delle funzioni algebriche. Bolonia, 1915-1934. volumen 1, volumen 2, volumen 3-4

- Severi F.  Lezioni di geometria algebrica: geometria sopra una curva, superficie abeliani di Riemann-integrales . italiano ed. 1908 y [ed. alemana https://archive.org/details/vorluberalgebrais00severich 1921]

- F. Enriques  Zur Geschichte der Logik. Leipzig, 1927

- Castelnouvo G., f el. Enriques  Die algebraischen Flaechen  Encyklopädie der mathematischen Wissenschaften, III C 6.

- F. Enriques  Le superficie algebriche (enlace roto disponible en Internet Archive; véase el historial, la primera versión y la última).. Bolonia, 1949